# Knurów
Knurów is een stad in het Poolse woiwodschap Silezië, gelegen in de powiat Gliwicki. De oppervlakte bedraagt 45 km², het inwonertal 54.700 (2010).

## Verkeer en vervoer
- Station Knurów
- Station Szczygłowice Kopalnia

## Geboren
- Henryk Bałuszyński (1972), voetballer